# Rhinobatos microphthalmus
Rhinobatos microphthalmus és un peix de la família dels rinobàtids i de l'ordre dels rajiformes.

## Reproducció
És ovovivípar.

## Distribució geogràfica
Es troba a les costes de Taiwan.